# Васильчиново
Васильчиново — посёлок в Наро-Фоминском районе Московской области, в составе сельского поселения Ташировское.

## География
Посёлок расположен в юго-западной части района, у истока реки Ольшанка, левого притока Плесенки (приток Нары), примерно в 13 км к западу от города Наро-Фоминска, высота центра над уровнем моря 220 м. Ближайшие населённые пункты — Семидворье в 1 км на запад и Роща в 1,5 км на юго-запад.

## История
До 2006 года Васильчиново входило в состав Ташировского сельского округа.
Постановлением Губернатора Московской области от 6 августа 2018 года № 323-ПГ категория населённого пункта изменена с «деревня» на «посёлок».

## Население
| 2002 | 2006 | 2010  |
| ---- | ---- | ----- |
| 36   | ↘13  | ↗2011 |

Видимо, в 2010 году в населении посёлка учтены жители находящегося рядом посёлка Восточный (Наро-Фоминск-10), оставшегося от расформированной воинской части).